# Isidre Sauqué Lagarriga
Isidre Sauqué Lagarriga (la Garriga, primer terç del segle xx - ?, segona meitat del segle xx) fou un esportista que arribà a campió d'Espanya de tir amb arc el 26 de juny del 1949.